# Salawat Julajew
Salawat Julajew (russisch Салават Юлаев, baschkirisch Салауат Юлаев oder Салауат Юлай улы; * 5. Junijul. / 16. Juni 1752greg. in Tekejewo, Gouvernement Orenburg, Russisches Reich; † 26. Septemberjul. / 8. Oktober 1800greg. in Rogervik, Gouvernement Estland) war ein baschkirischer Freiheitskämpfer und Dichter. Er ist der Nationalheld von Baschkortostan.

## Leben

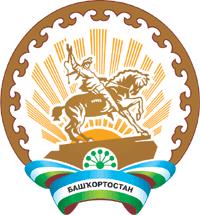
Wappen der Republik Baschkortostan mit dem Reiterstandbild Julajews

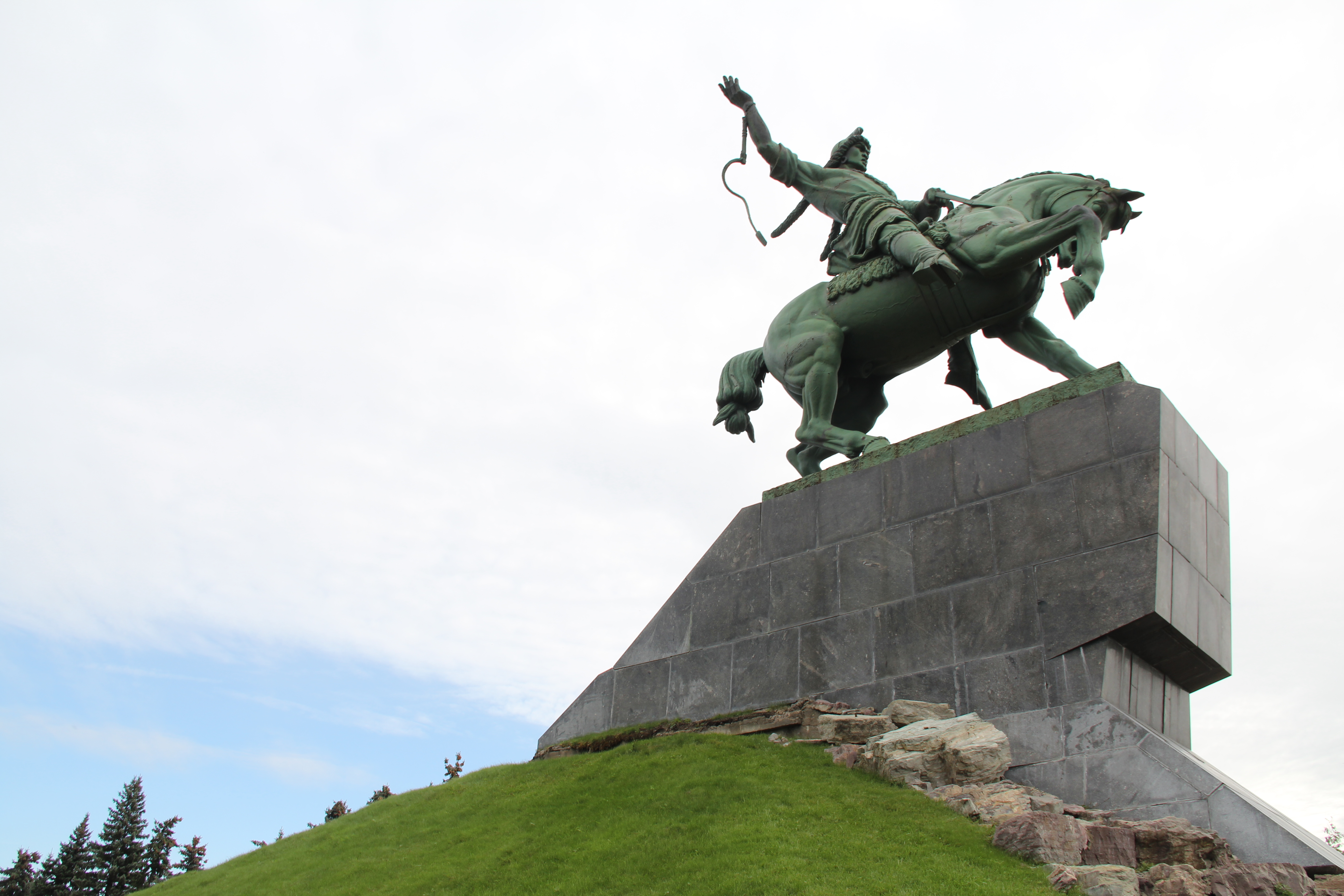
Reiterstandbild Salawat Julajews. Ufa Baschkortostan Russland

Salawat Julajew wuchs in einem Dorf an der sibirischen Handelsstraße im Schaitan-Kudeisker Gebiet (heute Rajon Salawat in Baschkortostan) auf. Sein aus dem Arabischen stammender Vorname steht im Islam für Gebete (ṣalawāt). Er war schon in jungen Jahren ein sehr kräftiger Bursche, der bereits im Alter von 14 Jahren mit nur einem Dolch bewaffnet auf Bärenjagd ging. Schon früh trat auch seine poetische Ader hervor – er schrieb Gedichte über die Freiheit und die Natur, die ihn umgab.
Schon Salawat Julajews Vater Julai Asnalin war am Bauernaufstand von 1735–1740 beteiligt. Als die russische Obrigkeit zu Repressionsmaßnahmen gegen die Jaizkischen (Ural-)Kosaken griff, war der Aufruhr enorm, und es entstand daraus der „Große Russische Bauernaufstand“, der von 1773 bis 1775 andauerte. Salawat Julajew wurde im Oktober 1773 einberufen, um gegen die Verbände des Bauernführers Jemeljan Pugatschow zu kämpfen. Stattdessen lief er gemeinsam mit der Heeresabteilung der Stadt Sterlitamak auf Pugatschows Seite über, dessen Männer zu dieser Zeit Orenburg belagerten. Julajew erhielt von Pugatschow zunächst den Rang eines Obersten. Er rekrutierte daraufhin im Nordosten Baschkiriens eine Truppe von über 10.000 Mann und kämpfte erfolgreich in den Gegenden um die Städte Krasnoufimsk und Kungur. Im Mai/Juni 1774 wurde er von Pugatschow aufgrund mutiger und kämpferischer Führung der Truppen zum Brigadier befördert. Salawat Julajew führte die Kämpfe noch fort, als Pugatschow seine endgültige Niederlage erlitten hatte und unter Arrest gestellt worden war. Er wurde am 24. Novemberjul. / 5. Dezember 1774greg. im Dorf Medjasch gefangen genommen und über Ufa nach Moskau überstellt. Nach der Niederlage des Aufstandes führten Henker den Gefangenen durch Baschkirien und peitschten ihn auf den Plätzen seiner Gefechte aus. Katharina II. wollte Salawat offensichtlich mit dieser Strafe erniedrigen und im Volk Verachtung für ihn erwecken, aber sie erreichte damit nur das Gegenteil: Salawat erntete den Ruhm eines Märtyrers. Nachdem sie dies erkannt hatte, unternahm sie alles, um den Aufrührer aus den Köpfen seiner Landsleute zu streichen. Den Baschkiren wurde für alle Zeiten verboten, ihren Kindern seinen Namen zu geben; jede Erinnerung an ihn und sein weiteres Schicksal sollten unterbunden werden.
Im September 1775 wurde er gemeinsam mit seinem Vater, der ebenfalls am Aufstand beteiligt war, zu lebenslanger Haft verurteilt und in die estnische Festung Rogervik nahe der Stadt Paldiski gesperrt. In dieser Festung saßen gemeinsam viele Verurteilte der Bauernaufstände von 1755–56 und 1773–75. Salawat Julajew starb dort in Haft. In einem Vermerk vom 19.jul. / 30. Mai 1797greg. ist über die beiden Häftlinge angegeben: „Julai Asnalin - 75 Jahre, altersschwach, an Skorbut erkrankt“ und „Salawat Julajew - 45 Jahre, gesund“.
Viel wesentlicher und nachhaltiger als sein militärisches Wirken war sein dichterischer Nachlass, der alle Repressalien, die selbst postum gegen Salawat Julajew durchgesetzt werden sollten, überdauerte und dem baschkirischen Volk zu allen Zeiten Mut zu geben verstand. „Nein, Baschkiren, ich bin nicht tot!“ war ein Vers in einem seiner letzten Gedichte – und die Erinnerung an ihn konnte auch nie aus dem Gedächtnis der Baschkiren getilgt werden.

## Vermächtnis
Salawat Julajew konnte sich Freiheit ohne Freundschaft und gegenseitige Hilfe der Völker nicht vorstellen. Er einte im Kampf alle Völker, die auf dem Boden Baschkiriens lebten, und focht an der Seite des russischen Kosaken Pugatschow. Er erweckte sowohl das nationale Selbstbewusstsein der Baschkiren als auch die Einsicht, dass es kein friedliches Leben ohne die Rücksichtnahme aller Völker aufeinander geben kann. „Wir können nicht ewig streiten und einander beleidigen...“, schrieb er in seinem Aufruf an die russischen Einwohner in Kataw-Iwanowsk.
Heute sind nach ihm eine Großstadt, ein Bezirk, viele Plätze, Straßen und Parks, Kultureinrichtungen und die Eishockeymannschaft der Stadt Ufa benannt.
Die meisten seiner Gedichte sind in ihrer Originalform auf Baschkirisch verlorengegangen. Überliefert sind meist die Übersetzungen ins Russische. Hier hat sich der Übersetzer Dawletschny besonders hervorgetan, der mehrere Volksüberlieferungen aus der Gegend um Orenburg, die allesamt von Salawat Julajew stammen sollen, im Jahre 1868 übersetzt hat. Die Gedichte Salawat Julajews stellen den Anfang der Literaturgeschichte der Baschkiren dar.

## Ein Auszug aus seinen Gedichten
Meine geliebte Erde,
die süßen Flüsse, die Felder,
der Birkenhain, die dunklen Täler,
der Ural, der sich gen Himmel erhebt,-
Ich verzehre mich nach einem Traum!
-Meine Heimat zu besingen.